# Allanblackia floribunda
Allanblackia floribunda là một loài thực vật có hoa trong họ Bứa. Loài này được Oliv. mô tả khoa học đầu tiên năm 1869.